# Eleanor Powell
Eleanor Powell (Springfield, Massachusetts, 21 de noviembre de 1912 – Los Ángeles, 11 de febrero de 1982), bailarina y actriz estadounidense.
Su nombre completo fue Eleanor Torrey Powell. A los seis años empezó a aprender danza clásica, pero ya desde muy pequeña se sintió atraída por el claqué, siendo contratada por el empresario de vodevil Gus Edwards. Poco después se trasladó a Nueva York en donde alcanzaría el estrellato en las míticas tablas de Broadway.
A mitad de los años 30 debutaría para la Fox con Escándalos de 1935 (1935) y posteriormente firmaría un contrato con el gran estudio de los musicales, la Metro Goldwyn Mayer, en donde triunfaría en estupendos musicales del estilo de Melodías de Broadway 1936 (1935), Nacida para la danza (1936) y Melodías de Broadway (1937) de Roy Del Ruth; Rosalie (1937) de W. S. Van Dyke, Honolulu (1939) de Edward Buzzell, La nueva melodía de Broadway (1940) de Norman Taurog con el genial Fred Astaire de partenaire; Lady Be Good (1941) de Norman Z. McLeod o Sensations (1944) de Andrew L. Stone.
Tras su boda con el conocido actor Glenn Ford en 1943, Eleanor Powell se retiró casi definitivamente del cine (solo aparecería en Sensations y como estrella invitada en Serenata en el valle del sol). El matrimonio con Ford duraría hasta 1959, año de su divorcio, quedando tras un disputado pleito, Eleanor, en precaria situación económica.
Para solucionar esto, Eleanor Powell volvió al baile y triunfó de nuevo en los escenarios de Las Vegas y Broadway.
Posteriormente se dedicó a la televisión y a obras de beneficencia hasta su muerte, acaecida por culpa de un cáncer el 11 de febrero de 1982 en Los Ángeles. Tenía 69 años.

## Filmografía
- Queen High (1930)
- George White's 1935 Scandals (1935)
- Broadway Melody of 1936 (1935)
- Born to Dance (1936)
- Broadway Melody of 1938 (1937)
- Rosalie (1937)
- Honolulu (1939)
- Broadway Melody of 1940 (1940)
- Lady Be Good (1941)
- Ship Ahoy (1942)
- Thousands Cheer (1943)
- I Dood It (1943)
- Sensations of 1945 (1944)
- Duchess of Idaho (1950)

Cortos
- No Contest! (1934)
- Screen Shapshots Series 15, No. 12 (1936)
- Screen Snapshots: Famous Hollywood Mothers (1947)
- Screen Snapshots: Hollywood Holiday (1948)
- Have Faith in Our Children (1955)